# Stensby (parochie)
Stensby is een parochie van de Deense Volkskerk in de Deense gemeente Vordingborg. De parochie maakt deel uit van het bisdom Roskilde en telt 1640 kerkleden op een bevolking van 1791 (2004). 
De parochie was tot 1970 deel van Bårse Herred. In dat jaar werd de parochie opgenomen in de nieuwe gemeente Langebæk. Deze ging in 2007 op in de vergrote gemeente Vordingborg.
Agersø · Ågerup · Ågerup · Allerslev · Allerslev · Alleshave · Allindemagle · Alslev · Alsted · Antvorskov · Årby · Asnæs · Aunsø · Aversi · Bakkendrup · Bårse · Bavelse · Beldringe · Benløse · Bjæverskov · Bjergsted · Bjernede · Boeslunde · Bogø · Boholte · Borre · Borup · Bråby · Bregninge · Bringstrup · Bromme · Buerup · Butterup · Damsholte · Dåstrup · Drøsselbjerg · Egebjerg · Eggeslevmagle · Ejby · Elmelunde · Endeslev · Everdrup · Fanefjord · Fårdrup · Farendløse · Fårevejle · Faxe · Fensmark · Finderup · Fjenneslev · Flakkebjerg · Fodby · Føllenslev · Førslev · Freerslev · Frøslev · Frydendal · Fuglebjerg · Fyrendal · Gadstrup · Gerlev · Gershøj · Gevninge · Gierslev · Gimlinge · Gislinge · Glim · Glumsø · Gørlev · Gørslev · Grandløse · Greve · Grevinge · Gudum · Gunderslev · Gundsømagle · Gyrstinge · Hagested · Haldagerlille · Hallenslev · Halskov · Hammer · Haraldsted · Hårlev · Hårslev · Haslev · Havdrup · Havnelev · Havrebjerg · Hejninge · Hellested · Hemmeshøj · Herfølge · Herlufmagle · Herlufsholm · Herslev · Himlingøje · Himmelev · Hjembæk · Højby · Højelse · Højerup · Holme Olstrup · Holmstrup · Holsted · Holsteinborg · Holtug · Høm · Hørby · Hørve · Høve · Hundige-Kildebrønde · Hvedstrup · Hylleholt · Hyllested · Hyllinge · Jersie · Jorløse · Jungshoved · Jyderup · Jyllinge · Jystrup · Kalvehave · Karise · Karlslunde · Karlslunde Strandsogn · Karlstrup · Karrebæk · Kastrup · Keldby · Kimmerslev · Kindertofte · Kirke Eskilstrup · Kirke Flinterup · Kirke Helsinge · Kirke Hvalsø · Kirke Hyllinge · Kirke Saaby · Kirke Skensved · Kirke Sonnerup · Kirke Stillinge · Kirkerup · Kirkerup · Kisserup · Køge · Køng · Kongsted · Kornerup · Krummerup · Kundby · Kværkeby · Kvanløse · Kvislemark · Lellinge · Lidemark · Lille Fuglede · Lille Heddinge · Lumsås · Lundby · Lundforlund · Lyderslev · Lyndby · Lynge · Magleby · Magleby · Magleby Stevns · Marvede · Mern · Mogenstrup · Mørkøv · Mosede · Munke Bjergby · Næsby · Næstelsø · Niløse · Nordrupøster · Nordrupvester · Nørre Dalby · Nørre Jernløse · Nørrevang · Nykøbing Sj · Nyord · Nyvangs · Odden · Øde Førslev · Ølsemagle · Omø · Orø · Ørslev · Ørslev · Ørslev · Ørslev · Ørsted · Osted · Øster Egede · Øster Egesborg · Ottestrup · Pedersborg · Præstø · Raklev · Reerslev · Reersø · Ringsted · Rislev · Roholte · Rønnebæk · Rørby · Rorup · Rørvig · Roskilde Domsogn · Roskilde Søndre · Røsnæs · Ruds Vedby · Rye · Sæby · Sæby · Sædder · Særløse · Særslev · Sandby · Sankt Jørgens · Sankt Jørgensbjerg · Sankt Mikkels · Sankt Mortens · Sankt Nikolai · Sankt Peders · Sankt Peders · Sankt Povls · Sejerø · Sigersted · Skælskør · Skamstrup · Skelby · Skellebjerg · Skibinge · Skørpinge · Slaglille · Slots Bjergby · Sludstrup · Smerup · Snesere · Sneslev · Snoldelev · Soderup · Solbjerg · Solrød · Sønder Asmindrup · Sønder Bjerge · Sønder Dalby · Sønder Jernløse · Søndersted · Sønderup · Sørbymagle · Sorø · Sorterup · Søstrup · Spjellerup · Stege · Stenlille · Stenmagle · Stensby · Stigs Bjergby · Store Fuglede · Store Heddinge · Store Tåstrup · Strøby · Sværdborg · Svallerup · Svinninge · Svinø · Svogerslev · Tårnborg · Tårnby · Teestrup · Terslev · Tersløse · Ting Jellinge · Tjæreby · Toksværd · Tølløse · Tømmerup · Tune · Tureby · Tuse · Tveje Merløse · Tybjerg · Tystrup · Tyvelse · Ubby · Udby · Udby · Ugerløse · Ulse · Undløse · Værslev · Vallekilde · Vallensved · Valløby · Valsølille · Varpelev · Vejlø · Vemmelev · Vemmetofte · Venslev · Vester Broby · Vester Egede · Vester Egesborg · Vetterslev · Vig · Vigersted · Vindinge · Viskinge · Vollerslev · Vor Frue · Vor Frue · Vordingborg · Vråby · Vrangstrup